# Steinerner Weg
Der Steinerne Weg war ein Handels- und Verkehrsweg im niederösterreichischen Waldviertel.
In Weitenegg beginnend, führte der Steinerne Weg durch das Weitental über Pöggstall und Martinsberg nach Rappottenstein, wo er sich mit dem Griessteig vereinte. Weiter nördlich endete er im Polansteig. Eine Fortsetzung fand der Steinerne Weg im Beheimsteig, der von Zwettl nach Norden lief.